# Wings Island
Wings Island (von englisch wing ‚Flügel‘) ist eine Insel in der Prydz Bay an der Ingrid-Christensen-Küste des ostantarktischen Prinzessin-Elisabeth-Lands. Sie ist eine der größeren und die nördlichste der Bol’shie Skalistye Islands.
Das Antarctic Names Committee of Australia benannte sie 2021 deskriptiv, da die Insel in ihrer Form einem Paar Vogelflügel gleicht.